# 迴轉時光機
《迴轉時光機》（英語：Primer）是一部2004年美國獨立科幻片，由薛恩·卡魯斯身兼執導、監製、編劇、作曲、剪輯並與大衛·蘇利文共同擔任主演；該片同時也是卡魯斯的導演處女作。故事描述四名創業的友人在自家車庫發明一台神秘機器，但他們卻因其設計而產生了爭執，這使其中兩人決定私下完成機器並展開實驗，但其後果卻是他們始料未及的。
該片以其極低的預算、實驗的情節、哲學意義及複雜的技術對白而備受關注；編導卡魯斯擁有大學的數學學位，同時也曾是名工程師，因此他在撰寫劇本時選擇不為了觀眾而簡化當中的術語及故事結構。

## 劇情
兩位工程師——亞倫及亞伯為了他們的創業技術項目而在亞倫的車庫中工作。在這項研究中，涉及了物體重量的電磁減少，而兩人則意外地發現「A點至B點」時間循環的副作用——在減重區中留下的物體表現出時間異常，再繼續表現正常（時間從A點開始運作，到B點時結束），之後再倒退（從B點回到A點）並連續重複其順序，這使物體可以離開現在待的位置或先前的某個時間點。亞倫和亞伯打算隱瞞合夥的另外兩人——羅伯特及菲利普，以私下進行實驗。
亞伯將這項概念驗證進行改進並製作了一個穩定的時光裝置「箱子」，其尺寸剛好能容納一個受試者。亞伯使用該箱子六小時以回到他自己的過去——作為該過程中的一部份，原本的亞伯將自己獨自關在飯店的房間中，以免與外界互動或被干擾。之後他進到箱子內等待六小時（為此能回到六小時前），藉此成為前往城鎮的未來亞伯，並向亞倫解釋了這套流程。之後，他帶著亞倫到放置箱子的自助倉儲庫。在重疊時間結束時，原本的亞伯進到箱子且不再存在。
亞倫和亞伯在數天內多次重複亞伯的六小時實驗，藉此預知當日的股票交易而獲利。但兩人本身有著不太一樣的性格——亞伯保持謹慎與節制，而亞倫則較衝動且不斷地想嘗試，這給他們的合作及友誼帶來了微妙的壓力。在深夜與湯瑪士·格蘭傑（亞伯女友瑞秋的父親）相遇後，這種緊張情緒開始浮現；沒刮鬍子的亞倫莫名現身（現在的亞倫早已刮了鬍子）並與原本待在院子的他自我重疊。在被亞倫追趕之後，格蘭傑陷入昏迷狀態；亞倫認為，在未來某個未知的時間點，格蘭傑進到了該箱子而讓時間線產生改變，進而引發這後果。亞伯得出結論，時間旅行太危險並祕密地進到了第二個箱子中（在實驗開始前就製作且保持運作的「故障保險箱」），藉此回到四天前來阻止該實驗的啟用。
由於干擾的累積而使時間線產生嚴重的損害。未來的亞伯弄昏了原本的亞伯（為此他永遠不會進行最初的時間旅行實驗），並在公園長椅上遇見原本的亞倫（以勸阻他），但卻發現未來的亞倫已經到達那裡（戴著預先錄好過去的談話且不起眼的耳機），他帶著自己的身體放進已拆卸的「第三故障保險箱」並將其送回四天前。而未來的亞伯在理解此事後因疲勞和震驚而昏了過去。
之後，兩人暫時和解。他們共同回到過去，經歷並改寫了一個事件——亞伯的女友瑞秋將被持槍的前男友殺死。在經過多次的重複後，亞倫及時阻止了持槍者而成為當地的英雄。之後，亞倫和亞伯決定分道揚鑣；亞倫考慮在國外開展新的生活，並打算以此技術賺進更多的錢（或相關利益），而亞伯表示他打算留在城裡並勸阻或擾亂最初的「箱子實驗」。亞伯警告亞倫離開，且永遠別再回來。
在最後的片段呈現，亞倫仍不斷地使用箱子，且其中至少有一名未來的亞倫透過討論、錄音和爭吵與原本的自己分享了他的知識。而未來的亞伯則監視著原本的亞伯，並確保讓對方無法得知未來。在電影的最後一幕，亞倫正指導講法語的工人建造一個倉庫大小的箱子。

## 演員

《迴轉時光機》的時間旅行流程。

- 薛恩·卡魯斯（英语：Shane Carruth）飾演亞倫（Aaron）[7]
- 大衛·蘇利文（英语：David Sullivan (actor)）飾演亞伯（Abe）[7]
- 凱西·古登（Casey Gooden）飾演羅伯特（Robert）[7]
- 阿南德·烏帕德亞雅（Anand Upadhyaya）飾演菲利普（Phillip）[7]
- 凱莉·克勞福德（Carrie Crawford）飾演卡拉（Kara）[7]
- 薩曼莎·湯姆森（Samantha Thomson）飾演瑞秋·格蘭傑（Rachel Granger）[7]
- 布蘭登·布拉格（Brandon Blagg）飾演威爾（Will）[7]

卡魯斯在找不到能夠「打破...以戲劇性填滿每一行的習慣」的演員後，他決定自己下來詮釋亞倫一角。而其他的演員大多是他的朋友或親戚。

## 製作
該片的編導薛恩·卡魯斯擁有數學學位並曾在三家工程公司工作過，但他對自己的職業選擇感到不滿，並決定自己想成為一名作家。在開始嘗試創作短篇小說時，卡魯斯發現相較於文字，自己對於影像更感興趣，這使他下定決心追求電影事業，雖然他完全沒有這方面的經驗。但因自身在數學和科學方面的訓練而使自己精通解決問題的能力。他自學了電影製作的相關技能（如編劇、導演、攝影、混音及剪輯等），並為了學習知識而親自造訪了德克薩斯州達拉斯的一間製片公司，除了旁觀及提出問題外，他還操作了攝影機和燈光，並設計了自己的故事板。
卡魯斯花了一年的時間創作《迴轉時光機》的劇本。在編寫劇本時，卡魯斯研究了自己從未接觸的物理學，以幫助他讓片中角色的技術對白聽來寫實。此外，他還為了避免呈現出做作的解說而採取了與眾不同的步調，並嘗試塑造出科學家在工作時使用速記短語及行話的情形。片中的時間機器本身是一個普通的灰色箱子，透過配上機械磨床和汽車引擎的聲音來為其創造出獨特的「嗡嗡聲」，而非使用上數位音訊來處理。卡魯斯將《迴轉時光機》的故事背景設定於乏味的工業園區和郊區住宅。
在《迴轉時光機》中並未有著霓虹燈、特效或煙幕，卡魯斯對此表示，自己對雷射和外星人美學等事物沒有興趣，「科幻作品是任何作家都能使用的最佳工具之一，因為它能讓你自由地解決這個星球上的各種主題、生存品質——這對我來說非常有趣。」

## 外部連結
- 官方网站
- 互联网电影数据库（IMDb）上《迴轉時光機》的资料（英文）
- Box Office Mojo上《迴轉時光機》的資料（英文）
- 爛番茄上《迴轉時光機》的資料（英文）
- Metacritic上《迴轉時光機》的資料（英文）